# Cylloceria fusciventris
Cylloceria fusciventris là một loài tò vò trong họ Ichneumonidae.